# Хоменкове Друге
Хо́менкове Друге, Барвинівка — село в Україні, у Білокуракинській селищній громаді Сватівського району Луганської області. Площа села становить 76 га.

## Населення
Населення становить 12 осіб, 5 дворів.
1885 року на колишньому державному хуторі Павлівської волості Старобільського повіту Харківської губернії жило 500 осіб, було 42 дворових господарства.

## Транспорт
Село розташоване за 21 км автошляхом від районного центру та за 21 км від залізничної станції Білокуракине, що на лінії Валуйки — Кіндрашівська-Нова. Відстань до обласного центру (Луганськ) — 157 км. Автобусне сполучення за маршрутами Троїцьке — Луганськ та Шарівка — Луганськ.